# Juan María Aguilar Calvo
Juan María Aguilar Calvo (Carmona, 10 de marzo de 1891-Panamá, 11 de agosto de 1948) fue un jurista, historiador, catedrático y político republicano español.

## Biografía
Hijo de una familia de labradores y ganaderos, tras cursar los estudios elementales en Carmona y bachiller en Sevilla, sus calificaciones le permitieron acceder a la universidad hispalense donde terminó licenciándose en Filosofía y Letras (Historia) y Derecho, con premio extraordinario de fin de carrera en las dos, especializándose en historia de América. Después obtuvo el doctorado en ambas carreras en la Universidad Central de Madrid. Amplió estudios en Francia y se incorporó a la Universidad Literaria de Sevilla como profesor agregado sin sueldo, para ser destinado más tarde en Madrid. Tras presentarse a las cátedras de distintas universidades, se incorporó a la universidad sevillana, ya con retribución, como profesor auxiliar de Historia de España, hasta que obtuvo la cátedra, y de historia del Derecho. Formó parte del Centro de Estudios de Historia de América y dirigió la comisión redactora de la obra Historia del Pueblo Español. Durante sus años como catedrático en España impartió conferencias en distintas universidades europeas. Fue miembro del Ateneo de Madrid y del de Sevilla.
Ya en la Segunda República fue un activo político vinculado a Manuel Azaña y formó parte del grupo sevillano que impulsó la Agrupación al Servicio de la República. Participó junto a Blas Infante y Ramón Franco en la Candidatura Revolucionaria Federal Republicana Andaluza a la constituyentes de 1931, de hecho tuvo que declarar en el consejo de guerra de lo que se ha demostrado fue un invento de los antirepublicanos y del sector más conservador de la Coalición republicano socialista. Al producirse la sanjurjada en 1932, formó parte del Comité de Salud Pública, órgano de gobierno sevillano que se opuso a los sublevados. Después se incorporó a Acción Republicana, presidiéndola en Sevilla y más tarde formó parte de Izquierda Republicana. Dentro de la candidatura del Frente Popular, obtuvo el acta de diputado a Cortes en las elecciones generales de 1936 por la circunscripción de la ciudad de Sevilla.
Con el golpe de Estado de julio de 1936 pudo huir de la persecución de los sublevados en los primeros días de la Guerra Civil al encontrarse en Madrid. El mes anterior al golpe de Estado, Aguilar había sufrido un atentado con bomba en su casa de Sevilla, resultando ileso. La Comisión de Enseñanza de la Junta Técnica del Estado, órgano de gobierno de los sublevados, suspendió sus funciones para, en 1939, desposeerlo de las cátedras y procesarlo. Durante la guerra siguió dando clases universitarias en la zona republicana (Universidad de Valencia y de Barcelona), asistió al Congreso Internacional de Historia celebrado en Zúrich y fue subsecretario de Instrucción Pública y Bellas Artes. Al inicio de 1939 marchó a Francia y desde allí se exilió en Colombia, permaneciendo hasta 1940 en Bogotá, donde dio clases. Ese año marchó al exilio en Panamá, donde se estableció definitivamente y continúo como profesor de historia en su universidad. Al mismo tiempo desarrolló su labor docente en la República Dominicana, en cuya universidad fue colaborador habitual, así como en Venezuela, El Salvador, Costa Rica y Chile. Mantuvo su actividad política, participando en las reuniones de las cortes republicanas en el exilio en México. Su especialización en la historia de América le permitió profundizar en la historia de Panamá y es considerado el padre de la historiografía en dicho país. Una de las aulas de la universidad panameña lleva su nombre.